# Krvavi april
Krvavi april je med prvo svetovno vojno postal zgodovinski izraz za april leta 1917, ko je Kraljevi letalski korpus (RFC) Združenega kraljestva utrpel trikrat večje izgube od nemškega letalstva.

## Ozadje
Aprila,1917 so zavezniki sprožili skupno ofenzivo. Enote Združenega kraljestva so napadle na območju mesta Arras v severni Franciji, Francozi pa so sprožili ofenzivo Nivelle na reki Aisne. Zračne sile so v ofenzivi sodelovale predvsem pri izvidniških akcijah in kot podpora artileriji za korekcijo ognja.
Bitka pri Arrasu se je začela 9. aprila 1917. Za podporo ofenzivi je RFC v boj poslal 25 eskadrilj s skupaj 365 letali. Tretjino letal je bilo lovskih letal, ki so delovala kot izvidniška letala in letala za zaščito drugim letalom. V začetku je bilo na območju prisotnih pet nemških Jast (lovskih eskadrilj), ta številka pa se je do konca dvignila na osem, kar je pomenilo okoli 80 lovskih letal.
Od septembra 1916 so imeli Nemci na bojišču nad Zahodno fronto prevlado v zraku. Njihova letala Albatros D.II ter D.III so bila namreč precej boljša od britanskih in francoskih lovcev. Zavezniki so takrat uporabljali zastarele lovce Airco DH.2, F.E.8 ter Nieuport 17. Edina letala, ki so se lahko enakovredno zoperstavila nemškim lovcem so bili lovci SPAD S.VII, Sopwith Pup ter Triplane, ti pa so bili v zavezniških eskadriljah bolj redki. Ravno v tistem času je namreč na bojišče prihajala nova generacija britanskih lovcev. No. 56 Squadron RFC je bila tako prva enota, ki je bila opremljena z novimi letali S.E.5, aprila pa je prvič v uporabo v No. 48 Squadron vstopil nov lovec Bristol F2A. Zaradi prehoda na nov tip letala pa je eskadrilja že na svoji prvi nalogi izgubila štiri od šestih letal. Sestrelili so jih Albatrosi D.III Jaste 11 pod vodstvom Manfreda von Richthofna.

## Izid
Aprila 1917 so Britanci izgubili 245 letal, v njihovih vrstah pa je padlo 211 letalcev, dodatnih 108 pa jih je postalo vojnih ujetnikov. Nemci so aprila izgubili 66 letal. 
Kljub težkim izgubam pa so zavezniška letala uspešno pomagala enotam na tleh, Nemci pa tudi niso znali izkoristiti svoje prednosti in so delovali preveč defenzivno, saj so po večini njihove eskadrilje delovale le za svojo frontno črto.
Nekaj mesecev kasneje so v zavezniške enote začela bolj množično prihajati nova letala SE.5, Sopwith Camel ter SPAD S.XIII. Takrat se je ravnotežje v zraku spet izenačilo, kmalu pa so zavezniki začeli dobivati prevlado v zračnem prostoru nad frontno črto. 
Krvavi april je bil tako zadnje obdobje vojne, v katerem so imeli Nemci v zraku odločilno premoč, čeprav se je stopnja zavezniške premoči od maja 1917 do konca vojne spreminjala. 